# Obsazení Říma
Obsazení Říma (italsky Presa di Roma) italskou armádou 20. září 1870 znamenalo zánik Papežského státu a zároveň symbolický vrchol procesu sjednocení Itálie (risorgimenta), která tak získala své tradiční hlavní město Řím. Zároveň tím byl předčasně ukončen probíhající první vatikánský koncil a papežové byli až do lateránských smluv s Mussolinim (1929) zbaveni výsostného území a postavení faktických hlav států.
„Římská otázka“ byla předmětem úsilí Italů již mnoho let dříve, ale papežský stát byl pod ochranou Francie. Giuseppe Garibaldi na Řím vyrazil v čele armády dobrovolníků v srpnu 1862, ale Francie donutila diplomatickým tlakem Itálii, aby proti dobrovolníkům vyslala vojsko. To postup garibaldiovců zastavilo bitvou u Aspromonte 29. srpna 1862 a Garibaldi byl zraněn a zajat. Zářijovou úmluvou z roku 1864 dosáhla Itálie stažení francouzských jednotek z Říma a zavázala se, že bude papežský stát chránit sama. Když se však Garibaldi v roce 1867 znovu pokusil Řím obsadit, Francie tam opět své vojsko umístila a 3. listopadu u Mentany italské dobrovolníky rozprášila.

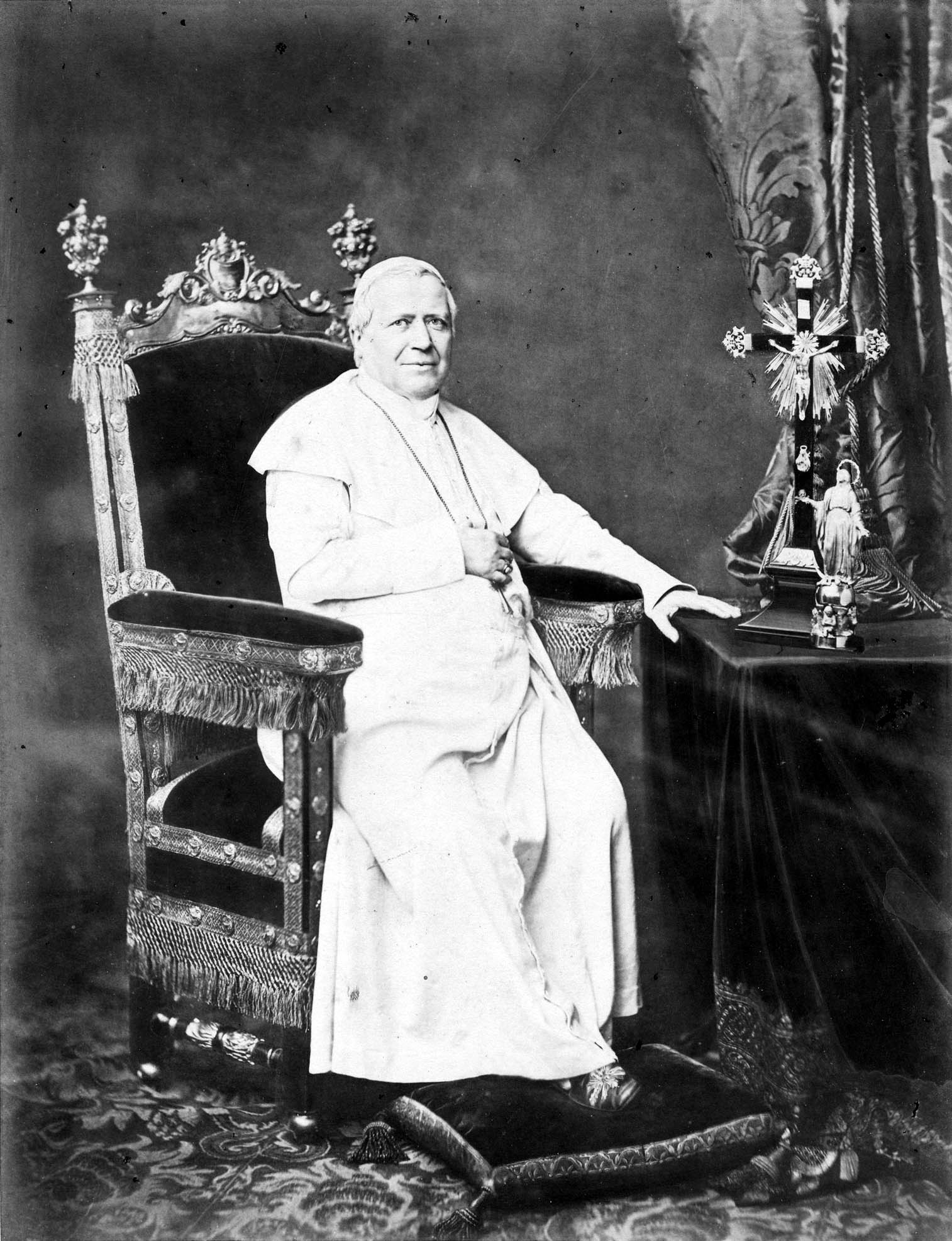
Papež Pius IX. kolem roku 1864

Nakonec k získání Říma Italům pomohla porážka Francie v prusko-francouzské válce. Porážka u Sedanu 1. září 1870 a zajetí Napoleona III. Němci Italům ukázali, že se ze strany Francie již není třeba ničeho obávat. Král Viktor Emanuel II. nejprve poslal k papeži Piovi IX. vyslance Gustava Ponzu di San Martino s návrhem, aby papež dobrovolně postoupil většinu Říma a okolí Itálii s tím, že by Papežský stát zůstal formálně zachován v podobě římské čtvrti uvnitř Leonských hradeb a Itálie by papežům trvale vyplácela roční náhradu. Pius IX. návrh 10. září zamítl. 11. září tak překročila hranice Papežského státu italská armáda, v jejímž čele stál generál Raffaele Cadorna, a pomalu postupovala k Římu s nadějí, že se ještě podaří vyjednat mírové převzetí města.
Papež měl na svou obranu 13 157 mužů, zatímco Cadorna velel asi 50 000 Italů. Papežskou armádu vedl generál Hermann Kanzler a sestávala ze Švýcarské gardy a dobrovolníků („zuávů“) z katolických zemí. Pius IX. věděl, že bez francouzské pomoci Řím podlehne, avšak přesto nařídil, aby bylo město aspoň nějakou dobu bráněno – chtěl, aby bylo zřejmé, že k jeho obsazení došlo násilím.
Italové dorazili k Aurelianovým hradbám Říma 19. září. Následujícího dne tříhodinovou dělostřelbou hradbu prorazili poblíž brány Porta Pia a bersaglieri vstoupili do města. Padlo celkem 49 italských a 19 papežských vojáků. Celý Řím byl obsazen 21. září a po plebiscitu byl spolu s Laziem připojen k Italskému království. Ulice Via Pia, která vedla od brány Porta Pia, byla přejmenována na Ulici 20. září (Via XX Settembre) a podobně byly pojmenovány důležité ulice v řadě italských měst.